# Miljenko Krstulović
Miljenko Krstulović (Split, 1912), bivši hrvatski nogometaš, vratar Hajduka. Nogometom se poceo baviti kad je imao 8 godina, kao "subjunior" Hajduka., Prvi put je na prvenstvenoj utakmici nastupio za Hajduk 1931. godine. Bio je pričuvni vratar, dok je prvi vratar bio Bartul Čulić. Dok je bio na odsluženju vojnog roka u Sarajevu, branio je za sarajevsku Slaviju. Tamo se oženio i ostao živjeti nekoliko godina. Potom se vratio u Split i s Hajdukom osvojio Prvenstvo Banovine Hrvatske 1940./41. Najpoznatiji je kao vratar ratnog "Hajduka NOVJ".  Posljednji put je branio mrežu Hajduka 19.8.1945. na službenoj utakmici protiv reprezentacije Zagreba na kojoj je Hajduk, pobjedom 2:1, osvojio prvenstvo FD Hrvatske.
Bio je član uprave kluba 1950-tih, kad je Hajduk tri puta bio prvak Jugoslavije. Nakon što je nastala afera oko prelaska Vladimira Beare u Crvenu zvezdu 1955. godine, dobio je, kao član uprave, zadatak da ga pokuša iz Beograda vratiti u Split. Uspio se susresti s Aleksandrom Rankovićem, ministrom unutarnjih poslova Jugoslavije i bliskim Titovim suradnikom, koji je branio interese Crvene zvezde, ali, ne i s Bearom, te se vratio u Split neobavljena posla i razočaran. Umro je u Splitu, 29. 9. 2006., u 94. godini, kao posljednji pripadnik ratne generacije Hajduka. 
Statistika u Hajduku
| Natjecanje        | Nastupi | Zgoditci |
| ----------------- | ------- | -------- |
| Prvenstvo         | 21      | 0        |
| Kup               | 6       | 0        |
| Superkup          | 0       | 0        |
| Međunarodne       | 0       | 0        |
| Splitski podsavez | 0       | 0        |
| Ukupno            | 27      | 0        |
| Prijateljske      | 50      | 0        |
| Sveukupno         | 77      | 0        |